# Topomyia yongi
Topomyia yongi är en tvåvingeart som beskrevs av Miyagi, Toma och Ramalingam 1990. Topomyia yongi ingår i släktet Topomyia och familjen stickmyggor. Inga underarter finns listade i Catalogue of Life.